# Sonho de uma Noite de Verão

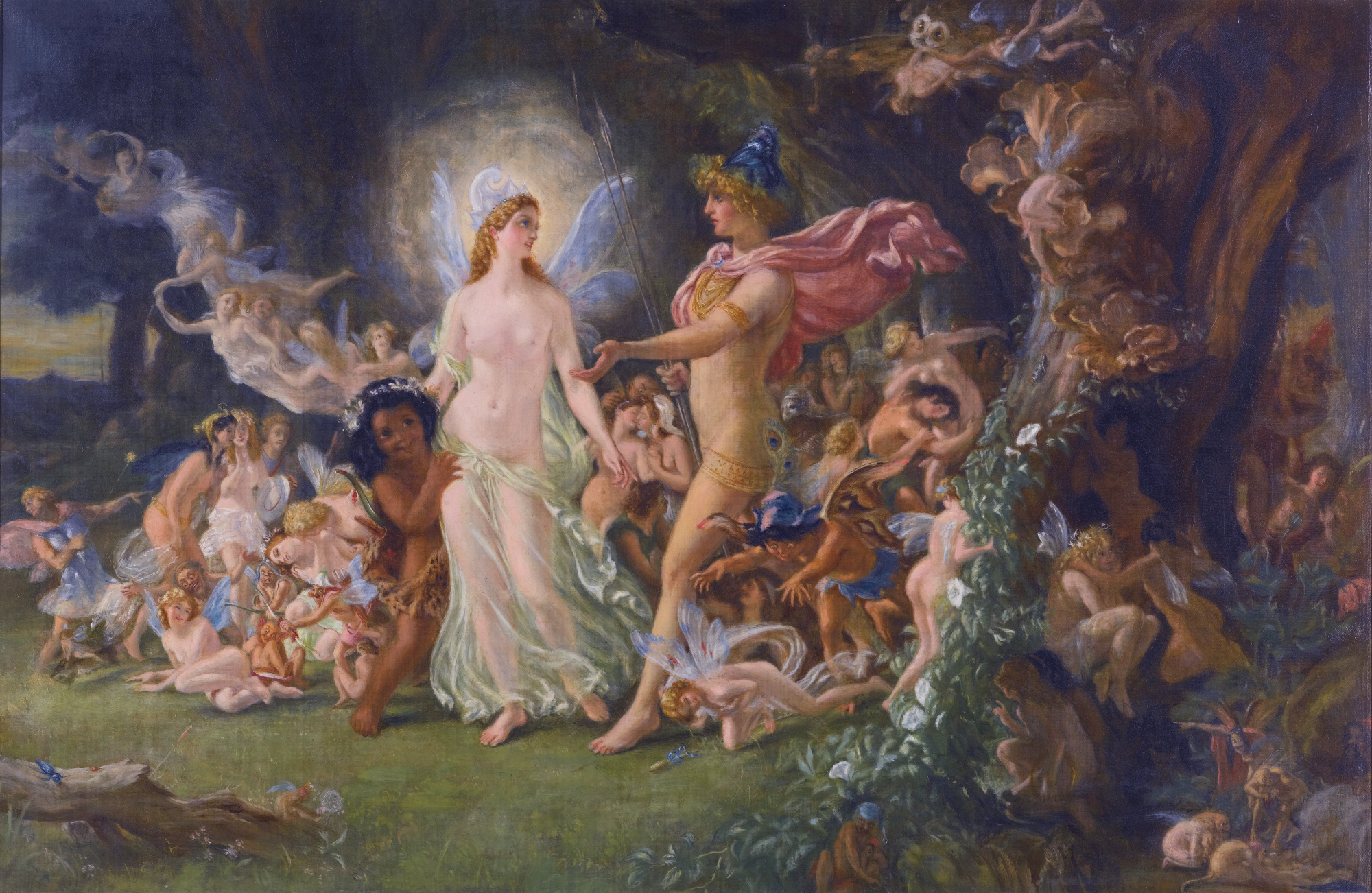
Estudo de Joseph Noel Paton.

Sonho de uma Noite de Verão (no original: A Midsummer Night's Dream) é uma peça teatral da autoria de William Shakespeare, uma comédia escrita em meados da década de 1590.
Não se sabe ao certo quando a peça foi escrita e apresentada ao público pela primeira vez, mas crê-se que terá sido entre 1594 e 1596. Alguns autores defendem que a peça possa ter sido escrita para o casamento de Sir Thomas Berkeley e Elizabeth Carey, em Fevereiro de 1596.
Não existe uma fonte direta que tenha servido de inspiração para a peça, ainda que se possam encontrar elementos relacionados com a mitologia greco-romana e respectiva literatura clássica. Por exemplo, a história de Píramo e Tisbe é contada por Ovídio, nas suas Metamorfoses, assim como a transformação de Fundilhos em burro se pode relacionar com O asno de ouro de Apuleio.  Pensa-se que Shakespeare tenha escrito o "Sonho de uma noite de verão" sensivelmente ao mesmo tempo que o Romeu e Julieta e, de facto, existem muitos pontos de contacto entre as histórias: Egeu quer casar Hérmia à força com Demétrio, assim como Píramo e Tisbe acabam mortos por questões de amor, ainda que numa perspectiva cômica.

## Personagens
- Teseu - Duque de Atenas
- Egeu - Pai de Hérmia, quer que a mesma se case com Demétrio;
- Hérmia - filha de Egeu, apaixonada por Lisandro e noiva de Demétrio;
- Lisandro - apaixonado de Hérmia
- Demétrio - apaixonado por Hérmia;
- Helena - apaixonada  por Demétrio
- Filóstrato - diretor de festas na corte de Teseu;
- Oberon- Rei dos elfos,e esposo de Titânia
- Titânia - Rainha das fadas e esposa de Oberon
- Puck ou Bute- elfo, causa muitas confusões com suas travessuras na floresta;
- Pedro Cunha ou  Marmelo- artesão, diretor da peça que será apresentada no casamento;
- Nico Novelo ou Fundilhos- tecelão, fará o papel de Píramo;
- (Chico) Flauta - remenda-fores, fará o papel de Tisbe;
- (Robin) Faminto - alfaiate, fará o papel de luar;
- Tom Bico ou Focinho - funileiro, fará o papel de muro;
- Justo ou Aconchego - marceneiro, fará o papel de leão;
- Hipólita - rainha das amazonas, noiva de Teseu;
- Teia-de-aranha - fada corte de Titânia;
- Grão-de-mostarda - menino da India transformado em elfo por Oberon.
- Flor-de-ervilha - fada corte de Titânia;
- Mariposinha - fada corte de Titânia;

## Sinopse
A história se inicia com o Duque Teseu, que se prepara para casar com Hipólita. Antes do casamento, Teseu é chamado para resolver uma disputa amorosa envolvendo a romântica Hérmia e o seu pai Egeu. Hérmia ama Lisandro, mas Egeu tem a ideia de forçar Hérmia a casar-se com Demétrio; Teseu então decide que Hérmia tem até seu casamento com Hipólita para escolher o seu destino: casa-se com Demétrio, morre ou converte-se no altar de Diana e abandona a companhia de homens para viver em solidão. Lisandro propõe à sua amada que ambos fujam de Atenas, e ela concorda. Hérmia conta o seu plano à sua amiga Helena, que morre de amores por Demétrio. Helena acaba informando-o da fuga, a fim de ficar sozinha com ele na floresta.
Os quatro então entram em uma floresta povoada por elfos, fadas e outros seres encantados. O Rei dos Duendes, Oberon, arma com Puck, um elfo, um plano extraordinário envolvendo uma flor mágica, que fará com que qualquer pessoa se apaixone pelo primeiro ser que vir pela frente, seja rato, cobra ou leão, com a intenção de pregar um peça em Titânia, Rainha das Fadas. Isso faz com que ela se apaixone perdidamente por um burro.
Enquanto isso, um grupo de artesãos, que também são atores amadores, ensaiam uma peça para o casamento de Teseu, "A mais lamentável comédia e a mais cruel morte de Píramo e Tisbe". Fundilhos, o mais egocêntrico do grupo, acaba sendo transformado por Puck em um burro falante, pelo qual Titânia se apaixona por culpa da flor mágica. Puck também arma outras confusões que levam Lisandro e Demétrio a caírem de amores por Helena, deixando Hérmia de lado.

## Análise e crítica
O escritor Shakespeare se refere como o lado escuro do amor. Ele escreve que as fadas fazem a luz do amor confundir os amantes e pela aplicação de uma poção do amor para os olhos de Titânia, forçando-a a se apaixonar por baixo como um burro. Na floresta, os dois casais se deparam com problemas. Lisandro e Hérmia são preenchidos por Puck, que proporciona algum alívio cômico na peça por confundir os quatro amantes na floresta.
Apesar das obstruções das trevas e dificuldades, Sonho de uma Noite de Verão ainda é uma comédia de amor como Benedetto Croce indica. Ele escreve, "o amor é sincero, ainda não engana e é enganado, mas imagina-se ser firme e constante, e torna-se frágil e fugaz". Esta passagem, como a peça justapõe, uma ideia ao lado do outro. A peça é uma comédia, ainda que ela contenha ideias sérias. No final da peça, Lisandro e Hérmia, bem casados, assistem a peça sobre os amantes infelizes, Píramo e Tisbe, e são capazes de desfrutar e rir sobre a peça, e não perceber as semelhanças entre eles. Embora sua história seja muito parecida com a de Píramo e Tisbe, ele não termina com a morte trágica. Lisandro e Hérmia são alheios ao lado escuro do seu amor. Eles não estão cientes dos possíveis resultados que poderiam ter tido lugar na floresta.

### A perda da identidade individual
Maurice Hunt, presidente do Departamento de Inglês da Universidade de Baylor, escreve sobre a indefinição das identidades de fantasia e realidade, no jogo que possibilitam que "devaneio agradável, estupefacientes associada com as fadas do jogo". Ao enfatizar este tema, mesmo no contexto da peça, Shakespeare prepara a mente do leitor a aceitar a realidade fantástica do mundo das fadas e seus acontecimentos mágicos. Este também parece ser o eixo em torno do qual os conflitos ocorrem na peça. Hunt, sugere que é a quebra das identidades individuais, que leva ao conflito central da história. É a briga entre Oberon e Titânia, com base na falta de reconhecimento para o outro na relação, o que impulsiona o resto do drama da história e torna perigoso para qualquer um dos outros amantes a se unirem devido à perturbação da natureza causada por uma disputa de fadas. Do mesmo modo, esta falha para identificar e fazer a distinção é o que leva ao erro de um Puck conjunto de amantes para outro na floresta e colocar o sumo da flor nos olhos de Lisandro em vez de Demétrio.
Victor Kiernan, um estudioso e historiador marxista, escreve que é a maior causa do amor que esta perda de identidade local e que tem caracteres individuais são feitos para sofrer em conformidade: "Foi o culto mais extravagante de amor que atingiu as pessoas sensatas como irracional, e susceptíveis de ter efeitos duvidosos em seus acólitos". Ele acredita que as identidades em jogo não são tão perdidas como elas são combinadas para criar um tipo de neblina através da qual distinção torna-se quase impossível. Ela é impulsionada por um desejo de novos laços e mais prática entre os caracteres como um meio de lidar com o mundo estranho dentro da floresta, mesmo em relacionamentos tão diversos e aparentemente realista como o amor breve entre Titânia e Fundilhos: "Foi o força de maré desta necessidade social que empresta energia para relações ".
David Marshall, um estudioso da estética e Inglês Professor da Universidade da Califórnia - Santa Barbara, leva esse tema para uma conclusão ainda mais, apontando que a perda de identidade é jogada fora, especialmente na descrição dos seus mecânicos pressuposto de outras identidades. Ao descrever as ocupações da trupe de atores, ele escreve "Dois ou construir juntos, dois consertar e reparar um texturas e uma costura. Todos se juntam o que está distante ou consertar o que foi alugar, quebrado ou separarão ". Na opinião de Marshall, não a perda da identidade individual apenas borrões especificidades, cria novas identidades encontradas na comunidade, que aponta Marshall pode levar a algum entendimento dos pareceres Shakespeare sobre o amor e o casamento. Além disso, os mecânicos compreendem este tema, à medida que em suas partes individuais para o desempenho das empresas de Píramo e Tisbe. Marshall observa que "Para ser ator é dobrar e dividir-se, descobrir-se em duas partes: tanto a si mesmo e não a si mesmo, tanto a parte e não a parte". Ele afirma que os mecânicos entenda isso e que cada personagem, sobretudo entre os amantes, tem um senso de identidade individual, que estabelece para o maior benefício do grupo ou associação. Parece que o desejo de perder a individualidade e identidade em encontrar o amor de outra é o que move silenciosamente os acontecimentos de Sonho de Uma Noite de Verão. É o sentido primário de motivação e é ainda refletida na paisagem e clima da história.

### Interpretação
Em seu ensaio "Pleasures Irracional, Queer Teorias e A Midsummer Night's Dream", Douglas E. Green explora as possíveis interpretações da sexualidade alternativa que ele encontra no texto da peça, em justaposição com os costumes proscrito social da cultura no momento da peça foi escrita. Ele escreve que o seu ensaio "não tenta reescrever Sonho de Uma Noite de Verão como um jogo gay, mas sim explora alguns dos seus" significações homoerótica ... momentos de perturbações e erupção nesta comédia de Shakespeare. Afirma que ele não considera que Shakspeare um "homem radical, mas que o jogo representava um mundo às avessas" ou "férias temporárias" que medeia ou negocia o descontentamento "da civilização", que, embora perfeitamente resolvida na conclusão da história, não resolve tão bem na vida real. Green escreve que os elementos sodomitas, homoerotismo, lesbianismo, e até mesmo a heterossexualidade obrigatória, na história deve ser considerada no contexto da cultura do início da Inglaterra moderna, como um comentário sobre a rigidez de "estética de forma cômica e ideologias políticas da ordem vigente.

### Feminista
A dominação masculina é um elemento encontrado na temática Sonho de uma noite de Verão. Lisandro e Hérmia fogem para o bosque para uma noite onde não se encontram sob as leis de Teseu ou Egeus. Após a sua chegada em Atenas, os casais são casados. O casamento é visto como a última conquista social para as mulheres, enquanto os homens podem passar a fazer muitas outras coisas grandes e ganhar reconhecimento da sociedade. Em seu artigo, "A mulher dedicada a uma causa Imperial," Louis Montrose chama a atenção para os papéis de gênero masculino e feminino e normas presentes na comédia em conexão com a cultura elisabetana. Em referência ao casamento triplo, ele diz: "A celebração festiva em Sonho de Uma Noite de Verão depende o sucesso de um processo pelo qual o orgulho e o poder feminino se manifesta em guerreiros da Amazônia, a mãe possessiva, esposas rebeldes, e as filhas intencional são colocados sob o controle dos senhores e maridos. " Ele diz que a consumação do casamento é como o poder sobre as mudanças de uma mulher nas mãos do pai para o marido. A ligação entre flores e amor e desenhado. O sumo da flor trazido por puck pode ser visto como um símbolo do amor entre duas pessoas; Enquanto querem falam sobre as mulheres livres.
Existem pontos no peça, porém, quando há uma ausência de controle patriarcal. Em seu livro, Power em exposição, Leonard Tennenhouse diz que o problema em Sonho de Uma Noite de Verão é o problema de "autoridade ido arcaico." A lei ateniense, que exige uma filha a morrer se ela não faz testamento do pai está desatualizado. Tennenhouse contrasta a regra patriarcal de Teseu em Atenas com o de Oberon no mundo das fadas. A desordem na terra das fadas opõe completamente o mundo de Atenas. Ele afirma que em épocas de carnaval e festival, o poder masculino é discriminado. Por exemplo, o que acontece com os quatro amantes na floresta, bem como o sonho de fundo representa o caos que contrasta com a ordem política de Teseu. No entanto, Teseu não pune os amantes por sua desobediência. De acordo com Tennenhouse, perdoando os amantes, ele fez uma distinção entre a lei do patriarca (Egeus) e que do monarca (Teseu), criando duas vozes diferentes de autoridade. Esta distinção pode ser comparada com o tempo de Elizabeth I em que os monarcas eram vistos como tendo dois corpos: o corpo natural e o corpo místico. Sucessão de Elizabeth que é representada tanto a voz de um patriarca, bem como a voz de um monarca: seu pai, que afirmou que a coroa deveria passar para ela e o fato de que ela era filha de um rei. O desafio para a regra patriarcal em Sonho de Uma Noite de Verão espelha exatamente o que estava ocorrendo na época de Elizabeth I.